# Comptage de foule

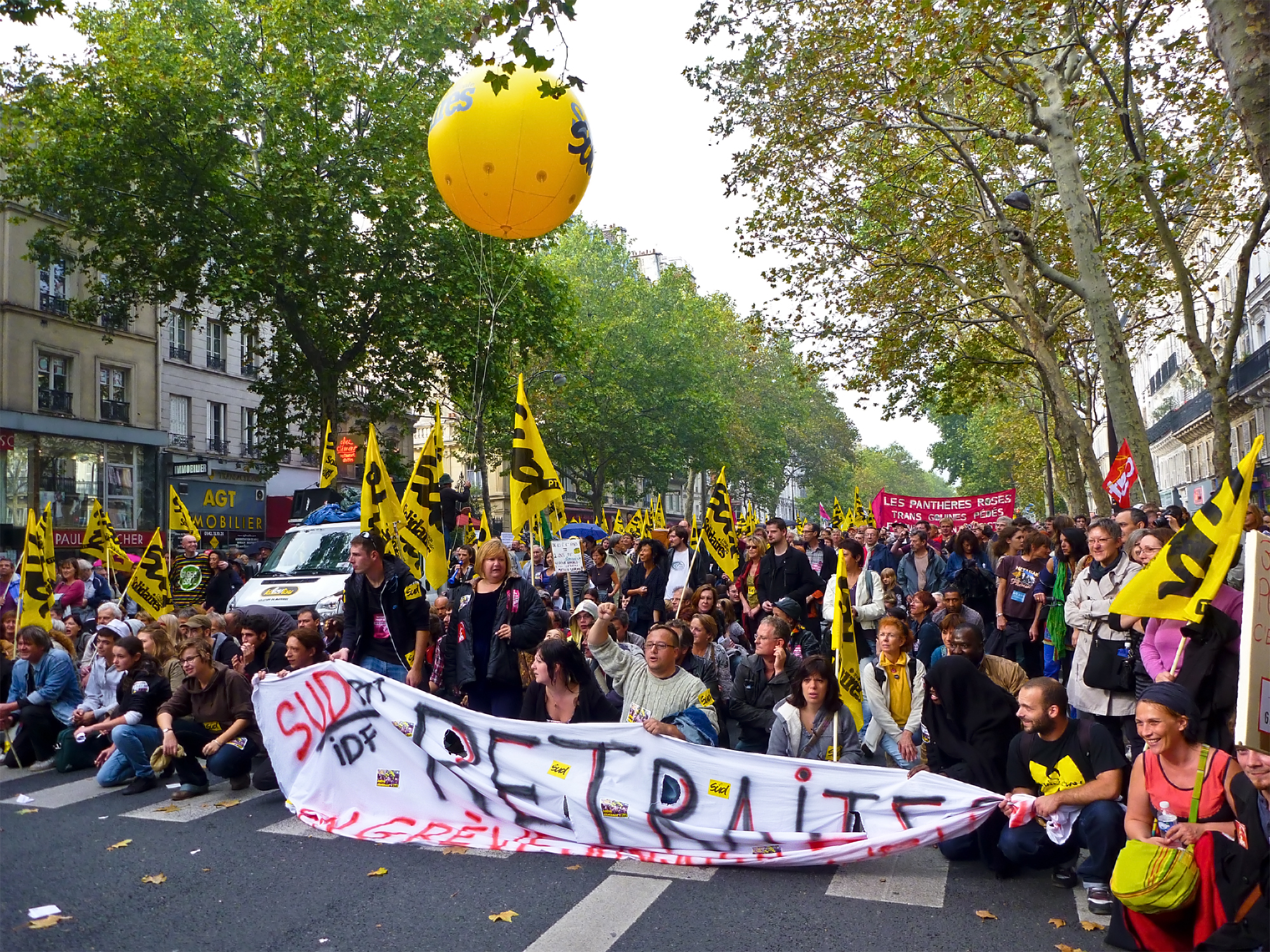
Les manifestations de 2010 contre la réforme des retraites ont généré des débats sur le comptage des manifestants.

Le comptage de foule est un ensemble de techniques destinées à compter ou estimer le nombre de personnes formant une foule.
La tâche peut être réalisée par des humains. Elle est plus difficile et moins précise lors d'évènements pour lesquels l'entrée n'est pas contrôlée, prenant place par exemple dans la rue ou dans un parc. Pour remédier à ce problème, le calcul se fait parfois selon la superficie et la densité de la foule. Néanmoins, cette méthode s’avère être floue et pour le moins incertaine, du fait de la variation constante de la densité et de la superficie de la foule. Dans certains cas, les logiciels d’analyse d’images permettent d’obtenir des résultats plus fiables.

## Comptage mécanique
Des portes ou portillon d'accès sont utilisés dans de nombreux lieux publics, transports et évènements culturels ou de loisirs pour contrôler l'entrée des personnes. Les portillons permettent de compter précisément le nombre de personnes l'ayant franchi, et, dans certains cas, de percevoir un droit d'entrée et/ou interdire le passage en sens inverse.

## Comptage de manifestants
La foule présente lors de manifestations est estimée d'une part par ses organisateurs et d'autre part par le service de police de la ville ayant accueilli l'évènement. La différence entre les deux chiffres est souvent conséquente : il n'est pas rare que le résultat aille du simple au double, au triple ou même au décuple.

### Méthode de comptage de manifestation

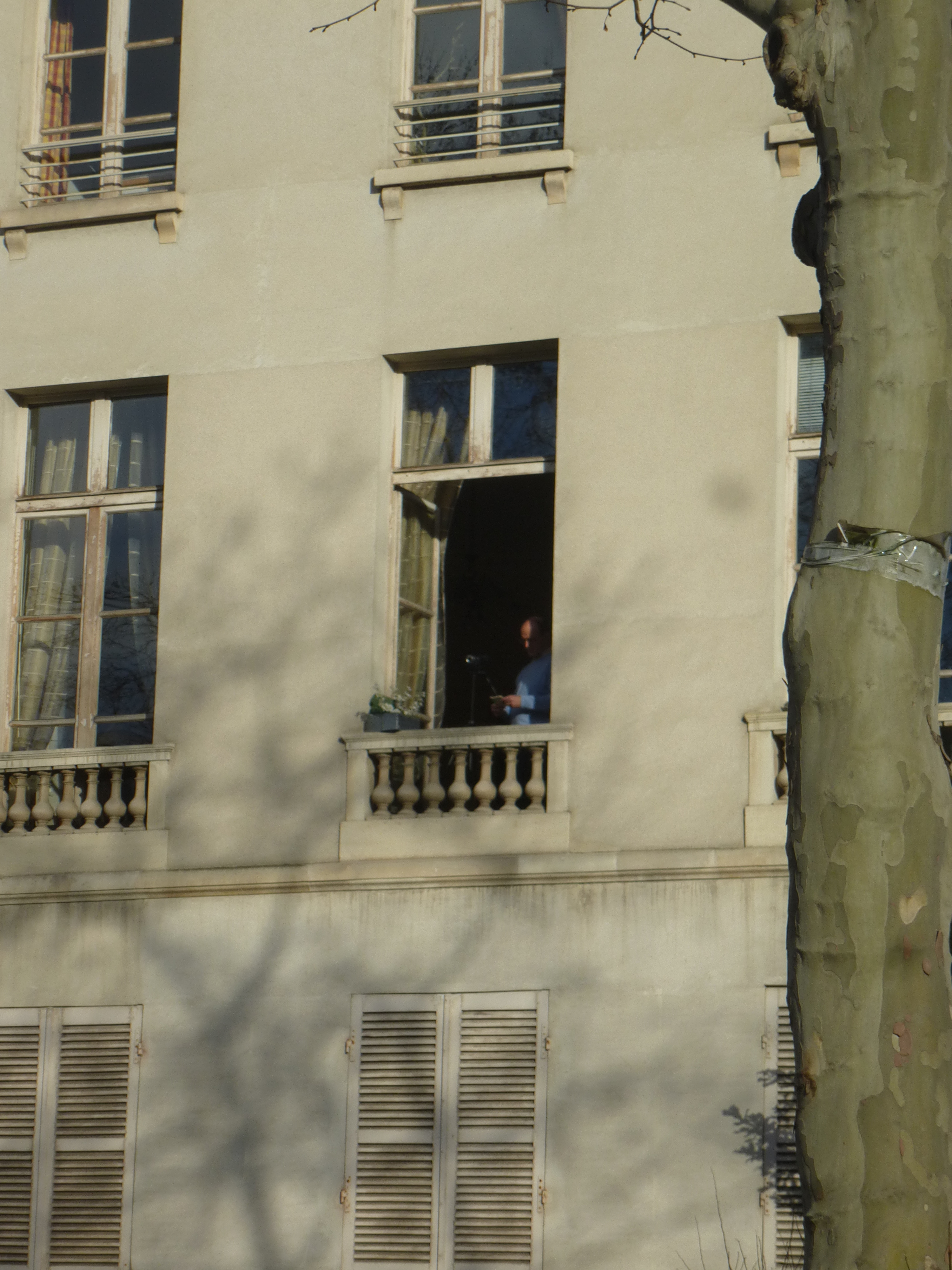
Une manifestation filmée depuis un immeuble le long du parcours

#### Estimations
La police et les syndicats utilisent des méthodes différentes pour compter les manifestants. La police utilise des compteurs à main en disposant un à deux agents en hauteur afin de couvrir la totalité de la voie ainsi que des vidéos pour permettre un recomptage de vérification. Les syndicats se basent sur la longueur du défilé, la largeur des rues, le nombre de personnes par rangée et la vitesse à laquelle elles avancent, voire des approximations plus grandes tel que par exemple à Marseille les comptage en "nombre de Canebières". 

#### Outils
Certains policiers et syndicats utilisent un compteur manuel pour compter tout ou partie d'un cortège de manifestants. Ils actionnent l'outil à chaque personne prise en compte et son compteur est incrémente d'une unité. Le résultat final est lisible sur l'écran à la fin du comptage.
Le comptage par laser, effectué à bord d'un hélicoptère, est une méthode beaucoup plus précise et efficace mais très peu utilisée, en raison de son coût élevé.
Récemment, une méthode de comptage par traitement d’images développée par Eurecam et mise en œuvre par Occurrence, permet un comptage lui aussi précis et plus simple à utiliser. Les capteurs vidéo, reliés à un ordinateur, sont placés en hauteur sur la voie où le cortège passe. L’algorithme utilisé trace une ligne sur l’écran, toutes les personnes qui franchissent cette ligne en se déplaçant dans le sens de la marche sont comptabilisées, même sur les trottoirs. Cette méthode comporte évidemment une marge d’erreur qui augmente très sensiblement lorsque croit la densité de la foule.
Un autre outil, MapChecking, est aussi régulièrement utilisé, par les journalistes pour vérifier les résultats de l'occurrence et les chiffres annoncés par les manifestants ou la police.

### Controverse du comptage des manifestants en France
La différence entre les résultats obtenus par les deux entités est source de controverse car elle implique un enjeu politique. Ainsi, les syndicats affirment prendre en compte les personnes présentes sur les trottoirs contrairement à la police ou encore que cette dernière minimise volontairement ses chiffres, affirmation que réfute la police.
Dans les faits, des comptages indépendants entrepris par les journaux Médiapart et France-Soir ont montré que les chiffres de la police sont corrects voire légèrement au-dessus de ces comptages indépendants. En 2014, la Préfecture de Police de Paris a demandé une évaluation de sa méthodologie à une commission indépendante qui a confirmé sa pertinence. La présidente de la commission, Dominique Schnapper étant convaincue que "les chiffres annoncés par la préfecture sont exacts, à 10 % près peut-être."
Le 25 septembre 2017, Thomas Legrand, éditorialiste politique à France Inter, lance un appel général pour constituer un collectif de médias dans le but d’organiser un comptage indépendant des manifestants. Ce collectif voit le jour en mars 2018, regroupant notamment l’AFP, France Inter, Europe 1, RTL, France Info, RMC, BFM TV, France Culture, C News, France 2, Mediapart, Le Figaro, Le Parisien, Libération, La Croix, Les Échos, la presse régionale et départementale. Il s’est formé dans le but de proposer un chiffre issu d’un comptage indépendant porté par l’initiative du cabinet d’étude Occurrence.
L’essai a été fructueux pour ce dernier, lors d’un test à blanc le 16 novembre 2017 pour une manifestation « contre la politique libérale d’Emmanuel Macron ». Le cabinet Occurrence avait alors dénombré 8 250 manifestants. Pour valider ce système, cette manifestation a été intégralement filmée par BFM TV puis comptée manuellement, manifestant par manifestant, par 4 équipes séparément : Occurrence, Europe 1, TF1 et Le Monde. Ces recomptages ont validé la méthode de comptage puisqu’ils étaient proches de celui d’Occurrence. L’écart le plus important constaté était de 8 %. Ce jour-là, la police avait dénombré 8 000 manifestants, alors que la CGT en annonçait 40 000. Le cabinet Occurrence emploie une méthode de traitement d'images par franchissement de ligne, et ajuste ses résultats à l’aide de « micro-comptages humains » en fonction de la densité de la foule,. En 2018, la méthode rencontre une autre limite avec l’apparition des gilets jaunes. L’absence de cortège unique et déclaré en Préfecture ne permet pas au cabinet de compter les gilets jaunes, à l’exception du 2 février lors d’une manifestation de soutien aux blessés.
En parallèle à l’instauration de ce comptage indépendant, les gilets jaunes ont souhaité eux aussi proposer une alternative, et ont lancé le Nombre Jaune,. Ce dernier utilise plusieurs méthodes de comptage et incite les sympathisants à envoyer des vidéos pour pouvoir recompter chaque manifestation. La méthode du Nombre jaune ne présente aucune garantie de fiabilité et ne repose que sur des chiffres parcellaires et difficilement vérifiables.